# Richárd Végh
Richárd Végh es un deportista húngaro que compite en lucha libre. Ganó una medalla de bronce en el Campeonato Europeo de Lucha de 2025, en la categoría de 97 kg.

## Palmarés internacional
| Campeonato Europeo | Campeonato Europeo      | Campeonato Europeo | Campeonato Europeo |
| Año                | Lugar                   | Medalla            | Categoría          |
| ------------------ | ----------------------- | ------------------ | ------------------ |
| 2025               | Bratislava (Eslovaquia) | Medalla de bronce  | 97 kg              |